# رحل حمود
رَحْلُ حَمُّودَ أو راكالموتو (بالإيطالية: Racalmuto)‏ هي بلدية في مقاطعة جرجنت في صقلية الإيطالية.

## السكان
في سنة 1861 بلغ عدد السكان 10٬639 نسمة، وتطور العدد ليصل في سنة 2011 لـ 8٬345 نسمة.
يظهر هذا المخطط البياني تطور النمو السكاني لـ رحل حمود

## توأمة
لرحل حمود اتفاقيات توأمة مع كل من:
- هاميلتون
- فينالي ليجوري

## الملاحظات
1. ↑  الرَّحْلُ: المسكن والدار والمنزل. (ابن منظور. لسان العرب)

## أعلام
- ليوناردو سسياسيا
- ماركوس تشياريلي